# 성동구 (1973년 선거구)
성동구는 대한민국의 옛 국회의원 선거구이다. 대한민국 제9대 국회부터 대한민국 제12대 국회까지 존재했다. 당시 서울특별시 성동구를 관할했다.

## 역사
제9대 국회의원 선거를 앞두고 성동구 갑, 성동구 을, 성동구 병 선거구가 통합이 되면서 신설되었다. 
1973년 7월 1일자로 영등포구 갑 지역구에 있던 반포동, 잠원동, 서초동 등이 성동구로 편입되었으며 1975년에 한강 이남 지역이 강남구로 분리됨에 따라 해당 지역들도 제10대 국회의원 선거를 앞두고 강남구 선거구로 떨어져 나갔다.
제13대 국회의원 선거를 앞두고 소선거구제가 실시되면서 성동구 선거구가 갑, 을, 병으로 분리되며 폐지되었다.

## 역대 국회의원
| 선거   | 정당 | 정당       | 1위 의원 | 정당 | 정당       | 2위 의원 |
| ------ | ---- | ---------- | -------- | ---- | ---------- | -------- |
| 1973년 |      | 민주공화당 | 민병기   |      | 신민당     | 정운갑   |
| 1978년 |      | 신민당     | 김제만   |      | 민주통일당 | 양일동   |
| 1981년 |      | 민주정의당 | 이세기   |      | 한국국민당 | 조덕현   |
| 1985년 |      | 민주정의당 | 이세기   |      | 신한민주당 | 박용만   |

## 역대 선거 결과

### 대한민국 제9대 국회의원 선거
|  | 32.91% |

|  | 28.10% |

|  | 24.84% |

|  | 11.16% |

|  | 2.97% |

### 대한민국 제10대 국회의원 선거
|  | 35.83% |

|  | 30.77% |

|  | 29.17% |

|  | 2.83% |

|  | 1.38% |

### 대한민국 제11대 국회의원 선거
|  | 28.19% |

|  | 27.26% |

|  | 24.99% |

|  | 6.54% |

|  | 3.90% |

|  | 3.61% |

|  | 3.53% |

|  | 1.94% |

### 대한민국 제12대 국회의원 선거
|  | 28.60% |

|  | 26.18% |

|  | 24.44% |

|  | 18.60% |

|  | 2.15% |